# Anloy
Anloy (en wallon Anlè) est une section et un village de la commune belge de Libin située en Région wallonne dans la province de Luxembourg.

## Évolution démographique
- Source: DGS, 1831 à 1970=recensements population, 1976= habitants au 31 décembre
- 1866*: Scission de Framont comme commune à part entière en 1862

## Histoire
Commune du département des Forêts sous le régime français, Anloy fusionna avec Framont, La Rochette, et Wachamp en 1823. Framont s'en détacha le 8 août 1862 pour former une commune autonome.
Village ardennais du Pays de la Haute Lesse, Anloy est surtout connu pour les événements qui s'y sont déroulés durant la 1ère guerre mondiale. Le 22 août 1914, 49 civils furent exécutés et 32 bâtiments détruits par l'armée allemande, les unités en cause sont les 115e et 116e RI -Régiment d'Infanterie. Anloy est donc un village martyr, comme plusieurs villes et villages des alentours (Maissin, Neufchâteau, Bertrix…).
À la fusion des communes de 1977, Anloy est intégrée à la commune de Libin.

## Enseignement
En janvier 2014, la population de l'école du village était de 51 élèves : 30 en primaire et 21 en maternelle.